# سارة هاسكينز (تريثلت)
سارة هاسكينز (بالإنجليزية: Sarah Haskins) هي تريثلت أمريكية، ولدت في 13 مارس 1981 في سانت لويس في الولايات المتحدة.

## وصلات خارجية
- الموقع الرسمي
- سارة هاسكينز على موقع اتحاد الترياتلون الدولي (الإنجليزية)
- سارة هاسكينز على موقع IAT Triathlon Database (الإنجليزية)
- سارة هاسكينز على موقع أوليمبيديا (الإنجليزية)